# Svenska mästerskapen i längdskidåkning 1998
Svenska mästerskapen i längdskidåkning 1998 arrangerades i Sundsvall och Skellefteå.

## Medaljörer, resultat

### Herrar
| Gren                    | Guld                                                        | Guld                                                        | Silver              | Silver                 | Brons            | Brons                  |
| 15 km (K)               | Vladimir Smirnov                                            | Stockviks SF                                                | Torgny Mogren       | Åsarna IK              | Anders Bergström | Svenska Skidspelens SK |
| 30 km (K)               | Vladimir Smirnov                                            | Stockviks SF                                                | Niklas Jonsson      | Piteå SGIF             | Torgny Mogren    | Åsarna IK              |
| 50 km (F)               | Daniel Gideonsson                                           | Åsarna IK                                                   | Anders Bergström    | Svenska Skidspelens SK | Per Elofsson     | IFK Umeå               |
| Jaktstart (10 K + 15 F) | Vladimir Smirnov                                            | Stockviks SF                                                | Mathias Fredriksson | Häggenås SK            | Per Elofsson     | IFK Umeå               |
| Stafett 3 x 10 km (F)   | Åsarna IK (Mårten Handler, Morgan Göransson, Torgny Mogren) | Åsarna IK (Mårten Handler, Morgan Göransson, Torgny Mogren) |                     |                        |                  |                        |
| Lagtävling 15 km        | Åsarna IK                                                   | Åsarna IK                                                   |                     |                        |                  |                        |
| Lagtävling 30 km        | Piteå SGIF                                                  | Piteå SGIF                                                  |                     |                        |                  |                        |
| Lagtävling 50 km        | Åsarna IK                                                   | Åsarna IK                                                   |                     |                        |                  |                        |
| Lagtävling Jaktstart    | Piteå SGIF                                                  | Piteå SGIF                                                  |                     |                        |                  |                        |

### Damer
| Gren                   | Guld                                                                   | Guld                                                                   | Silver           | Silver            | Brons                 | Brons             |
| 5 km (K)               | Antonina Ordina                                                        | SK Tegsnäspojkarna                                                     | Anna Frithioff   | Kvarnsvedens GoIF | Elin Ek               | Bergeforsens SK   |
| 15 km (K)              | Antonina Ordina                                                        | SK Tegsnäspojkarna                                                     | Elin Ek          | Bergeforsens SK   | Anna Frithioff        | Kvarnsvedens GoIF |
| 30 km (F)              | Antonina Ordina                                                        | SK Tegsnäspojkarna                                                     | Annika Evaldsson | Brunflo IF        | Maria Wik             | IFK Mora SK       |
| Jaktstart (5 K + 10 F) | Antonina Ordina                                                        | SK Tegsnäspojkarna                                                     | Jenny Olsson     | Fagersta Södra    | Anna-Karin Strömstedt | Vansbro AIK       |
| Stafett 3 x 5 km (F)   | Kvarnsvedens GoIF (Anna Frithioff, Annelie Svensson, Karin Säterkvist) | Kvarnsvedens GoIF (Anna Frithioff, Annelie Svensson, Karin Säterkvist) |                  |                   |                       |                   |
| Lagtävling 5 km        | Kvarnsvedens GoIF                                                      | Kvarnsvedens GoIF                                                      |                  |                   |                       |                   |
| Lagtävling 15 km       | Kvarnsvedens GoIF                                                      | Kvarnsvedens GoIF                                                      |                  |                   |                       |                   |
| Lagtävling 30 km       | Kvarnsvedens GoIF                                                      | Kvarnsvedens GoIF                                                      |                  |                   |                       |                   |
| Lagtävling Jaktstart   | Stockviks SF                                                           | Stockviks SF                                                           |                  |                   |                       |                   |

### Webbkällor
- Svenska Skidförbundet
- Sweski.com